# Cofidis (wielerploeg)/2022
Deze pagina geeft een overzicht van de UCI World Tour wielerploeg Cofidis in 2022.

## Algemeen
Algemeen manager: Cedric Vasseur
Teammanager: Christian Guiberteau
Ploegleiders: Samuel Bellenoue, Roberto Damiani, Alain Deloeuil, Bingen Fernández, Gorka Guerricagoitia, Jean Luc Jonrond, Thierry Marichal, Vincent Terrier
Fietsmerk: De Rosa

## Renners
| Naam                | Geboortedatum | Nationaliteit | Ploeg 2021                         |
| ------------------- | ------------- | ------------- | ---------------------------------- |
| Piet Allegaert      | 20-01-1995    | België        |                                    |
| Sander Armée        | 10-12-1985    | België        | Team Qhubeka NextHash              |
| François Bidard     | 19-03-1992    | Frankrijk     | AG2R-Citroën                       |
| Tom Bohli           | 17-01-1994    | Zwitserland   |                                    |
| André Carvalho      | 31-10-1997    | Portugal      |                                    |
| Thomas Champion     | 08-09-1999    | Frankrijk     |                                    |
| Davide Cimolai      | 13-08-1989    | Italië        | Israel Start-Up Nation             |
| Simone Consonni     | 12-09-1994    | Italië        |                                    |
| Bryan Coquard       | 25-04-1992    | Frankrijk     | B&B Hotels p/b KTM                 |
| Alexandre Delettre  | 25-10-1997    | Frankrijk     | DELKO                              |
| Rubén Fernández     | 01-03-1991    | Spanje        |                                    |
| Eddy Finé           | 20-11-1997    | Frankrijk     |                                    |
| Simon Geschke       | 13-03-1986    | Duitsland     |                                    |
| Jesús Herrada       | 26-07-1990    | Spanje        |                                    |
| José Herrada        | 01-10-1985    | Spanje        |                                    |
| Jon Izagirre        | 04-02-1989    | Spanje        | Astana-Premier Tech                |
| Wesley Kreder       | 04-11-1990    | Nederland     | Intermarché-Wanty-Gobert Matériaux |
| Victor Lafay        | 17-01-1996    | Frankrijk     |                                    |
| Guillaume Martin    | 09-06-1993    | Frankrijk     |                                    |
| Anthony Perez       | 22-04-1991    | Frankrijk     |                                    |
| Pierre-Luc Périchon | 04-01-1987    | Frankrijk     |                                    |
| Alexis Renard       | 01-06-1999    | Frankrijk     | Israel Start-Up Nation             |
| Rémy Rochas         | 18-05-1996    | Frankrijk     |                                    |
| Szymon Sajnok       | 24-08-1997    | Polen         |                                    |
| Benjamin Thomas     | 12-09-1995    | Frankrijk     | Groupama-FDJ                       |
| Hugo Toumire        | 05-10-2001    | Frankrijk     |                                    |
| Kenneth Vanbilsen   | 01-06-1990    | België        |                                    |
| Davide Villella     | 27-06-1991    | Italië        | Movistar Team                      |
| Jelle Wallays       | 11-05-1989    | België        |                                    |
| Max Walscheid       | 13-06-1993    | Duitsland     | Team Qhubeka NextHash              |
| Axel Zingle         | 18-12-1998    | Frankrijk     | DELKO                              |

### Stagiairs
Per 1 augustus 2021
| Naam                      | Geboortedatum | Nationaliteit       | Vorige ploeg   |
| ------------------------- | ------------- | ------------------- | -------------- |
| Sebastian Kolze Changizi  | 29-12-2000    | Denemarken          | Team ColoQuick |
| Florentin Lecamus-Lambert | 13-05-1999    | Frankrijk           |                |
| Harrison Wood             | 14-06-2000    | Verenigd Koninkrijk |                |

### Vertrokken
| Renner             | Geboortedatum | Nationaliteit | Ploeg 2022                      |
| ------------------ | ------------- | ------------- | ------------------------------- |
| Fernando Barceló   | 06-01-1996    | Spanje        | Caja Rural-Seguros RGA          |
| Natnael Berhane    | 05-01-1991    | Eritrea       | Al Shafar Jumeirah Cycling Team |
| Jempy Drucker      | 03-09-1986    | Luxemburg     | Gestopt                         |
| Nicolas Edet       | 02-12-1987    | Frankrijk     | Arkéa Samsic                    |
| Nathan Haas        | 12-03-1989    | Australië     | gestopt                         |
| Christophe Laporte | 11-12-1992    | Frankrijk     | Team Jumbo-Visma                |
| Emmanuel Morin     | 13-03-1995    | Frankrijk     | Team U Nantes Atlantiques       |
| Fabio Sabatini     | 18-02-1985    | Italië        | gestopt                         |
| Attilio Viviani    | 18-10-1996    | Italië        | Bingoal Pauwels Sauces WB       |
| Elia Viviani       | 07-02-1989    | Italië        | INEOS Grenadiers                |

## Overwinningen
| Ster van Bessèges 2e etappe: Bryan Coquard 3e etappe: Benjamin Thomas Eindklassement: Benjamin Thomas Ronde van de Provence 2e etappe: Bryan Coquard GP Denain Max Walscheid Classic Loire-Atlantique Anthony Perez Route Adélie de Vitré Axel Zingle Ronde van het Baskenland 6e etappe: Jon Izagirre | Classic Grand Besançon Doubs Jesús Herrada Boucles de la Mayenne 2e etappe: Benjamin Thomas Eindklassement: Benjamin Thomas Ronde van de Ain 2e etappe: Guillaume Martin Eindklassement: Guillaume Martin Arctic Race of Norway 1e etappe: Axel Zingle 3e etappe: Victor Lafay Puntenklassement: Axel Zingle Ronde van Spanje 7e etappe: Jesús Herrada | Parijs-Chauny Simone Consonni Famenne Ardenne Classic Axel Zingle Ronde van de Vendée Bryan Coquard |

Mannen: 1997 · 1998 · 1999 · 2000 · 2001 · 2002 · 2003 · 2004 · 2005 · 2006 · 2007 · 2008 · 2009 · 2010 · 2011 · 2012 · 2013 · 2014 · 2015 · 2016 · 2017 · 2018 · 2019 · 2020 · 2021 · 2022 · 2023 · 2024 · 2025
Vrouwen:2022 · 2023 · 2024 · 2025
AG2R-Citroën · Astana Qazaqstan · Bahrain Victorious · BORA-hansgrohe · Cofidis · EF Education-EasyPost · Groupama-FDJ · INEOS Grenadiers · Intermarché-Wanty-Gobert Matériaux · Israel-Premier Tech · Lotto Soudal · Movistar Team · Quick Step-Alpha Vinyl · Team BikeExchange Jayco · Team DSM · Team Jumbo-Visma · Trek-Segafredo · UAE Team Emirates